# Luis Fernando de Alós y de Martín

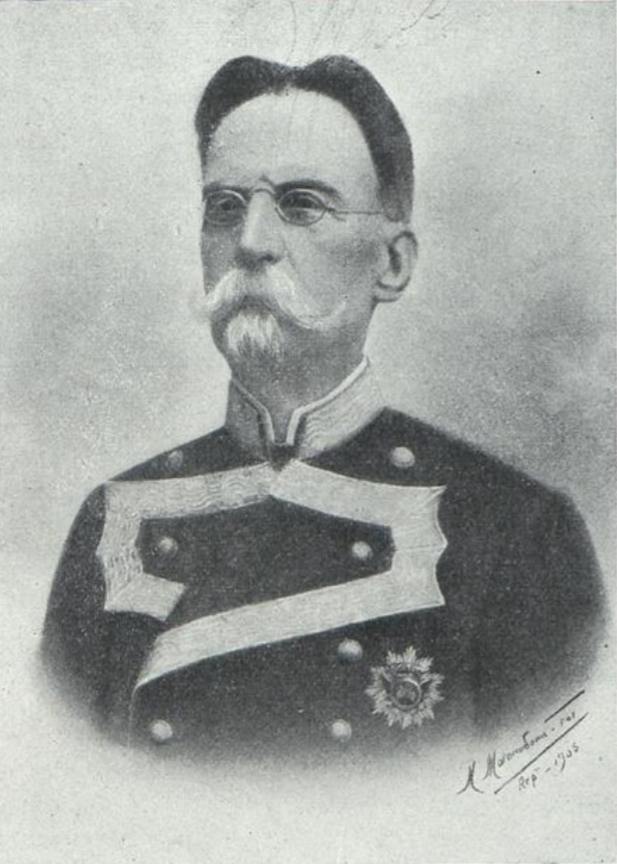
Luis Fernando de Alós, marqués de Dou.

Luis Fernando de Alós y de Martín, marqués de Dou (Madrid, 1835-Barcelona, 29 de diciembre de 1904) fue un aristócrata español. 

## Biografía
Pertenecía a la alta aristocracia catalana. Hijo de los marqueses de Alós y barones de Balsareny, era jefe de la familia de Dou por su matrimonio con Gertrudis de Dou y de Moner, perteneciendo por su ilustre abolengo a la Real Maestranza de Caballería de Valencia.
Hombre de vasta erudición, tenía grandes conocimientos en asuntos heráldicos, históricos y arqueológicos, sobre los cuales realizó estudios. Reunió una notable colección de medallas y monedas antiguas y dejó manuscritos varios trabajos de interés para la historia de Cataluña y Aragón.
Perteneció a la Real Academia de la Historia y era miembro del Conseil Héraldique de France y de la Societé Archeológique de Tarn et Garonne. También formó parte de la Junta de Gobierno de la Caja de Ahorros y Monte de Piedad de Barcelona y de otras sociedades económicas.
Según Arturo Masriera, el marqués de Dou fue uno de los «próceres de la rancia nobleza catalana» que se adhirieron al carlismo tras la revolución de 1868, junto con otros como Erasmo de Janer, el barón de Vilagayá, Emilio de Sicars, el barón de Esponellá, Ramón de Valls, el duque de Solferino, etc. Luis Fernando de Alós fue hasta su muerte un miembro destacado del consejo de redacción del diario tradicionalista El Correo Catalán.
Destacó por su profunda religiosidad y fue cooperador y propagandista de las sociedades católicas y de beneficencia. El 1 de octubre de 1880 recibió del papa León XIII el título pontificio de marqués de Dou. Uno de sus hijos fue sacerdote jesuita.
Tras morir, su viuda recibió el pésame desde Venecia de Carlos de Borbón y Austria-Este y de su esposa María Berta.
En 1909 sus hijos editaron un libro titulado «El ilustrísimo señor don Luis Fernando de Alós y de Martín, Marqués de Dou» con sus datos biográficos y testimonios de quienes lo conocieron.